# Sukiennice v Krakově

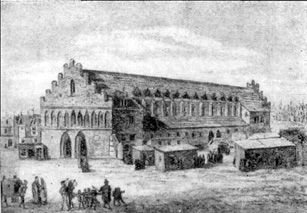
Sukiennice v 19. století před přestavbou (?)

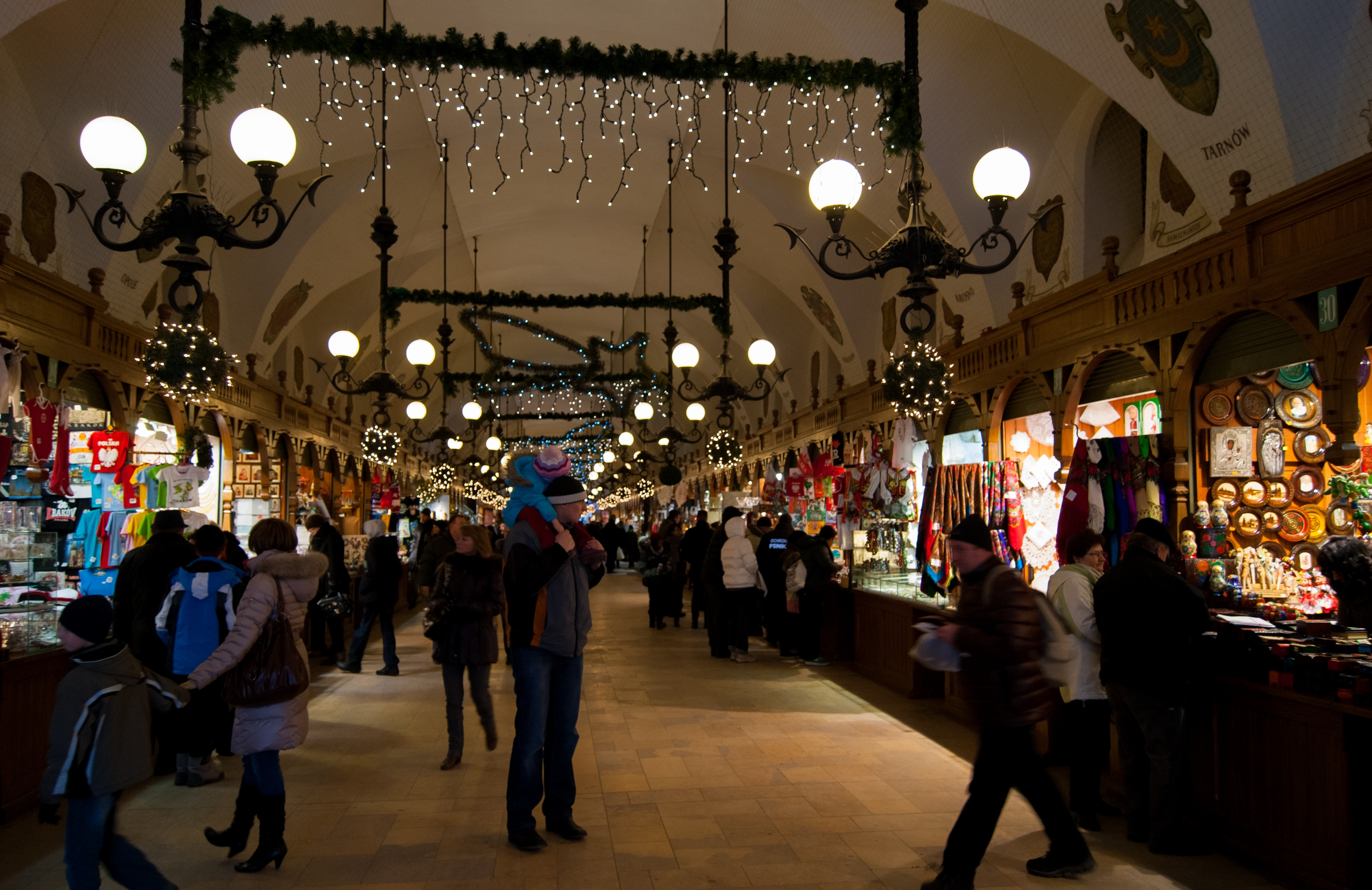
Interiér s krámky

Sukiennice je historická tržnice uprostřed hlavního náměstí v polském Krakově. Podlouhlá patrová budova vznikla po požáru v letech 1556–1559 a v 19. století byla rozšířena o novogotické arkády po obou delších stranách. V přízemí má dvě řady krámků, v patře je expozice obrazů polských malířů.

## Historie
Tržnice zřejmě vznikla současně s lokátorským založením města v polovině 13. století, ve 14. století byla přestavěna v gotickém slohu na příkaz krále Kazimíra III. Velikého. V tržnici se prodávaly hlavně dovážené látky, zejména sukna z Flander a z Anglie. Roku 1555 vyhořela a byla obnovena v renesančním slohu. Po stranách vznikaly časem různé přístavky, které v letech 1875–1878 nahradily gotické arkády. Velké prostory v patře byly přestavěny na výstavní sály.

## Popis
Podlouhlá, budova z kamene a z cihel o rozměrech 18×108 m má v přízemí dvě řady drobných krámků a je přístupná ze všech čtyř stran; vstupy z delších stran bývaly uzavřeny mříží. Zvenčí ji po obou stranách lemují otevřené novogotické arkády, zakončené patrovými rizality a rohovými věžičkami s báněmi. V polovině délky má jakousi příčnou loď s ozdobnými štíty a střechu lemují novorenesanční atiky. Vnitřní prostor je zaklenut valenou klenbou s velkými lunetami. V patře je expozice polského malířství, součást Národního muzea.